# 8993 Ingstad
8993 Ingstad è un asteroide della fascia principale. Scoperto nel 1980, presenta un'orbita caratterizzata da un semiasse maggiore pari a 2,3846258 UA e da un'eccentricità di 0,2069825, inclinata di 23,02635° rispetto all'eclittica.